# Eclipse lunar de 30 de dezembro de 2001
| Eclipse Lunar Penumbral 30 de dezembro de 2001 | Eclipse Lunar Penumbral 30 de dezembro de 2001 |
| --- | ---------------------------------------------- |
| A Lua cruzando a parte norte da penumbra terrestre, de oeste para leste (da direita para a esquerda), com quase todo o disco lunar sensivelmente mais escuro. |                                                |
| Gamma | +1,0731                                        |
| Saros (e membro) | 144 (15 de 71)                                 |
| Sequência de eclipses lunares |                                                |
| Anterior | 5 de julho de 2001                             |
| Próximo | 26 de maio de 2002                             |
| Duração (hr:mn:sc) |                                                |
| Penumbral | 4:03:32                                        |
| Fases e Horários do Eclipse (UTC) |                                                |
| P1 | 8:27:35                                        |
| Máximo | 10:29:18                                       |
| P4 | 12:31:07                                       |
| A Lua cruzou parte da sombra da Terra em nodo ascendente de sua órbita, na constelação de Gêmeos, próxima a Júpiter.                                          |                                                |

O eclipse lunar de 30 de dezembro de 2001 foi um eclipse penumbral, o terceiro e último de três eclipses lunares do ano, e único como eclipse penumbral. Teve magnitude penumbral de 0,8933. Foi visível em todo o Pacífico, no Ártico, Austrália, grande parte da Ásia e das Américas, principalmente na América do Norte.
Durante o momento máximo do eclipse, a Lua mergulhou na zona de penumbra, ao norte do cone de sombra da Terra, em nodo ascendente, dentro da constelação de Gêmeos, com duração total de cerca de 243 minutos. 
Grande parte da superfície lunar, cerca de 85%, ficou mergulhada na penumbra terrestre, perdendo levemente o seu brilho, e com saia extremidade sul um pouco escurecida, já que estava mais próxima e voltada em direção ao cone de sombra. Por se tratar de um eclipse penumbral, porém, ele é de difícil percepção a olho nu, ocorrendo apenas alterações sutis na Lua.
Além disso, a Lua ficou bem próxima ao planeta Júpiter, durante o máximo do eclipse.

## Série Saros
Eclipse pertencente ao ciclo lunar Saros de série 144, de número 15, num total de 71 eclipses da série. O eclipse anterior foi o eclipse penumbral de 20 de dezembro de 1983, e o próximo será com o eclipse penumbral de 10 de janeiro de 2020.

## Visibilidade

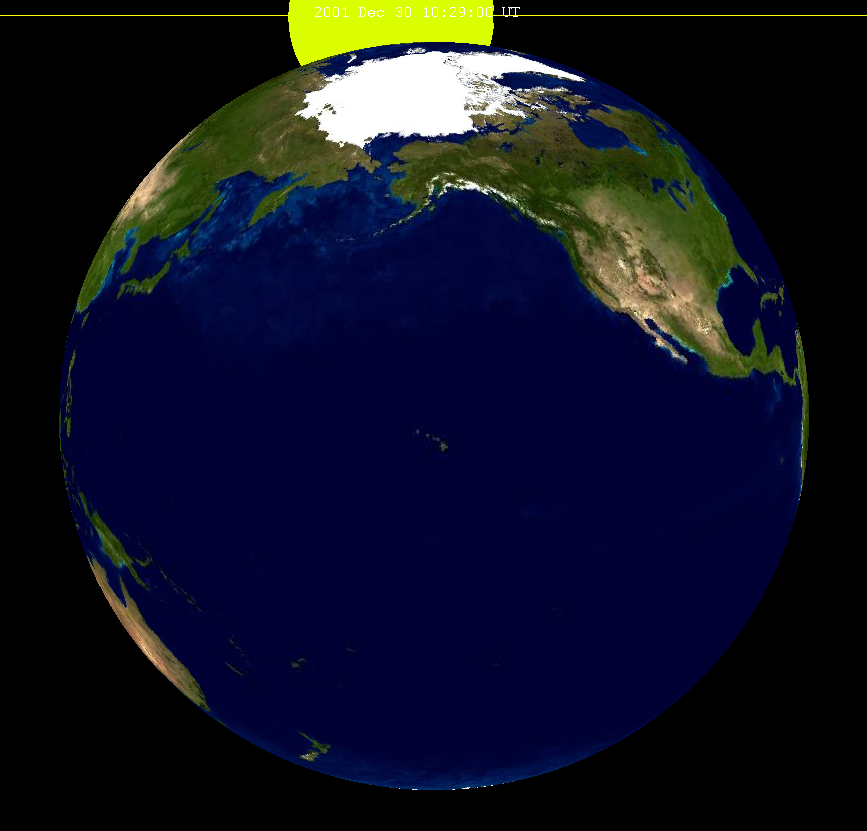
Região do planeta onde foi visível o máximo do eclipse - 10:29 UTC. A região das Ilhas do Havaí obteve a melhor observação do meio do eclipse, de onde foi visível a meia-noite.